# Караван о Београду
„Караван о Београду” је југословенска телевизијска серија снимљена 1978. године у продукцији Телевизије Београд.

## Епизоде
| Сезона | Епизода | Назив                   | Датум |
| ------ | ------- | ----------------------- | ----- |
| 1      | 1       | Пре и после Сингидунума | 1978  |
| 1      | 2       | Дар—Ел—Џихад            | 1978  |
| 1      | 3       | После Турака            | 1978  |
| 1      | 4       | Београд некад и сад     | 1978  |
| 1      | 5       | Продужења               | 1978  |
| 1      | 6       | Земун                   | 1978  |

## Улоге
| Глумац          | Улога   |
| --------------- | ------- |
| Милан Ковачевић | Наратор |

Комплетна ТВ екипа ▼
| Редитељ              | Милан Ковачевић    |              |
| Сценариста           | Милан Ковачевић    |              |
| Продуцент            | Владимир Папић     | продуцент    |
| Композитор           | Доријан Шетина     |              |
| Директор фотографије | Велибор Андрејевић |              |
| Монтажер             | Надежда Ивовић     |              |
| Менаџер продукције   | Милија Ивановић    | вођа снимања |
| Одсек за звук        | Рихард Мерц        | тон мајстор  |
| Одсек за звук        | Ђуро Предојевић    | микроман     |